# Pseudomeloe unicolor
Pseudomeloe unicolor es una especie de coleóptero de la familia Meloidae.

## Distribución geográfica
Habita en Argentina.